# كزافييه روميرو فرياس
كزافييه روميرو فرياس (بالإسبانية: Xavier Romero Frías)‏ هو عالم إنسان إسباني، ولد في 1954 في برشلونة في إسبانيا.

## وصلات خارجية
- [http://tip.balmondstudio.com/tip/the-legends-of-the-maldives-from-the-man-who-wrote-them-down/]